# Мамин синочок
Мамин синочок (англ. Mother's Boy) — американська короткометражна кінокомедія Генрі Лерман 1913 року з Роско Арбаклом в головній ролі.

## У ролях
- Роско ’Товстун’ Арбакл — мамин синочок
- Еліс Девенпорт — мама
- Нік Коглі — шериф
- Джордж Джеске — поліцейський
- Аль Ст. Джон — поліцейський